# Walk Thru Me
Walk Thru Me è il quinto album in studio del gruppo rock statunitense The Folk Implosion, pubblicato nel 2024.

## Storia
(Lou Barlow nelle note dell'album)
Lou Barlow e John Davis, membri originali della band, si ritrovarono nel 2021 per una serie di concerti acustici riproponendo inizialmente i vecchi brani per poi, con il produttore Scott Solter, registrare in studio una nuova serie di brani composti da Barlow.
Il titolo si rifà a una precedente produzione del gruppo, Walk Through This World with the Folk Implosion.
Prodotto a oltre venti anni dal precedente album, è caratterizzato dall'uso di una vasta strumentazione tipicamente mediorientali come setar, oud, saz e tombak, che Davis ha conosciuto durante un periodo di studio della musica tradizionale persiana.

## Formazione
- Lou Barlow: voce, basso, chitarra acustica, ukulele, chitarra elettrica
- John Davis: batteria, chitarra, farfisa, aalto, kaivo, voce, saz, setar, tar, tombak, chitarra elettrica, bulbul tarang

## Tracce
1. Crepuscular
2. The Day You Died
3. Walk Thru Me
4. My Little Lamb
5. Bobblehead Doll
6. The Fable and the Fact
7. Right Hand Over The Heart
8. Water Torture
9. O.K. to Disconnect
10. Moonlit Kind